# Földváry Ferenc (bíró)
Földvári és bernátfalvai Földváry Ferenc (Szűcsi, 1790. október 6. – 1842) alispán, királyi táblai bíró, országgyűlési követ, költő, színműíró.

## Élete
A Földváry család Pest megyei eredetű, melynek tagjai Hevesben és Nógrádban is megtelepedtek, s többen viseltek hivatalt mindhárom megyében. Címeres nemeslevelüket Miksa császár és király adományozta 1573-ban Feöldwaary Mátyásnak. Második előnevüket a bernátfalvi Bernáth családba való nősülés és az ezen a jogon szerzett örökség után kapták.
Földváry György és szandai Sréter Janka (más forrás szerint Balázsovits (Zsuffa) Borbála) fia volt. Felesége Baldacci (Baldácsy) Franciska bárónő.
1825–1827 között és 1830-ban országgyűlési követe. Az 1825-ös országgyűlésen a Magyar Tudományos Akadémiával kapcsolatos vitában a magyar nyelv használata mellett szólalt fel:  „Az 1811-iki országgyűlésre hivatkozva azt hangoztatja, hogy se papnak, se professzornak, se oskolamesternek senkit fel ne vegyenek, ha magyarul nem tud.” 1827-ben szerepel a neve a táblabírák névjegyzékében, majd 1832-ben a királyi ítélőtábla bírájának nevezték ki.
Hivatali pályáját tiszteletbeli aljegyzőként kezdte 1811-ben. 1814–1823 között másodszolgabíró, 1823–1824 között főszolgabíró, 1824–1828 között Heves és Külső-Szolnok vármegye másodalispánja, 1828–1832 között alispánja. Kossuth Lajos naplóbejegyzése szerint Földváry Ferenc 1837-ben tervezte, hogy megpályázza a debreceni kerületi tábla elnökségét, azonban – ahogyan ez báró Wesselényi Miklós naplófeljegyzéséből megismerhető – a Lovassy László elleni perben mutatott következetes bírói magatartása miatt (az elvárt halálbüntetés helyett egyenesen a felmentésre szavazott), ezt nem kapta meg.
Költeményei vannak a Szépliteraturai Ajándékban (1826.) és a Regélőben (1833–34.).
Arcképe rézmetszetben 1827-ben jelent meg.

## Munkássága
Következő színműveket fordította első előadásuk sorrendje szerint a Nemzeti Színházban Pesten: 
- Nagyravágyó nő, szinjáték 5 felv. olaszból (1839. máj. 24.),[13]
- Olga, a moszkvai árva, szomorujáték 5 felv. Barbieri után franciából (1841. ápr. 12.),[14]
- Don Alvaro, szomorújáték 5 felv., Don Angel de Sauvedra Duqué de Rivas után spanyolból (1842. ápr. 16.).
- Benkő (M. Szinvilág) szerint még a Különös történet c. fordította.

## Érdekességek
- 1825–1827 között, amikor országgyűlési követ volt, Pozsonyban mellé osztották be írnoknak Bajza Józsefet, aki akkor a királyi akadémia jogi karának másodéves hallgatója.[15] Bajzához rokoni kötelék is fűzte, mivel annak unokabátyja volt.[16]
- Házmán Ferenc, aki később Buda utolsó polgármestere volt, 1832-ben ő előtte tette le utolsó jogi vizsgáját.[17]